# 피터 마크 리치먼

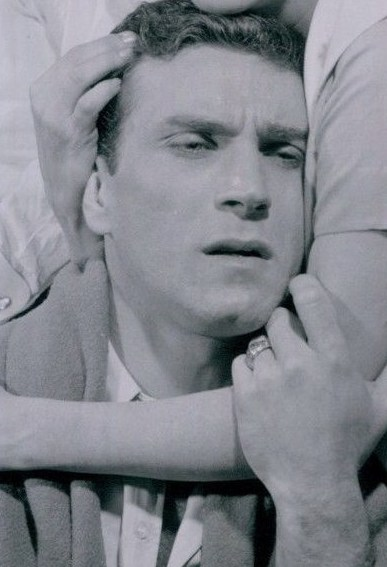

피터 마크 리치먼(Peter Mark Richman, 1927년 4월 16일 ~ 2021년 1월 14일)은 미국의 각본가, 영화 프로듀서, 텔레비전 배우, 영화배우, 배우, 성우, 약사이다.
필라델피아에서 태어났으며 로스앤젤레스에서 사망했다.

## 영화
- 미스테리 예고살인 (2011년) - 미첼 의원 역
- 제이슨이었던 이름의 남자: 13일의 금요일 30년 (2009년) - 본인 역
- 풀홀 정키스 (2002년)
- 비버리힐즈의 아이들 (1990년)
- 13일의 금요일 8 - 맨하탄에 나타난 제이슨 (1989년) - 찰스 맥컬로 역
- 호텔 - 시리즈 (1983년)
- 다이너스티 (1981년)
- 꿈꾸는 낙원 (1978년)
- 일렉트라 우먼 앤 다이나 걸 - 76년 TV시리즈 (1976년)
- 명탐정 바나비 존즈 (1973년)
- 수사관 맥클라우드 (1970년)
- 비밀지령 (1968년)
- 0011 나폴레옹 솔로 (1968년)
- 아이언 사이드 (1967년)
- 인베이더 - 시리즈 (1967년)
- 제5전선 (1966년)
- FBI (1965년)
- 첩보원 0011 (1964년)
- 해저 여행 (1964년)
- 제3의 눈 (1963년)
- 도망자 (1963년)
- 전투 (1962년)
- 검은 난초 (1958년)
- 더 스트레인지 원 (1957년)